# Michele Ferrero
Michele Ferrero (Dogliani, 26 de abril de 1925 — Monte Carlo, 14 de fevereiro de 2015) foi um empresário italiano. Foi proprietário da fabricante de chocolates Ferrero SpA, a segunda maior confeitaria da Europa (na época de sua morte), que cresceu da pequena padaria e café de seu pai em Alba, Piemonte. Seu primeiro grande sucesso foi adicionar óleo vegetal à pasta de gianduja para fazer o creme de chocolate e avelã Nutella.

## Biografia
Filho do fundador da Ferrero, Pietro Ferrero, e sua esposa, Piera Cillario, Michele nasceu em Dogliani, e foi o homem mais rico da Itália, superando Silvio Berlusconi, com uma fortuna de US$ 18 bilhões segundo a revista Forbes em 2012, sendo a 23º pessoa mais rica do mundo no mesmo ano. Michele Ferrero ingressou na empresa em 1949.
Em 1997 os seus filhos, Giovanni Ferrero e Pietro Ferrero passaram a dirigir a empresa. O filho mais novo de Michele, Giovanni, tornou-se mais tarde o director executivo da empresa, depois da morte inesperada do irmão mais velho Pietro, vítima de um ataque cardíaco durante umas férias na África do Sul.
Ferrero vivia em Monte Carlo, no Mônaco. Faleceu em 14 de fevereiro de 2015.